# Шамбоншар
Шамбоншар (фр. Chambonchard) насеље је и општина у централној Француској у региону Лимузен, у департману Крез која припада префектури Обисон.
По подацима из 2011. године у општини је живело 87 становника, а густина насељености је износила 6,77 становника/km². Општина се простире на површини од 12,86 km². Налази се на средњој надморској висини од 467 метара (максималној 518 m, а минималној 310 m).

## Демографија
| 1962. | 1968. | 1975. | 1982. | 1990. | 1999. | 2011. |
| ----- | ----- | ----- | ----- | ----- | ----- | ----- |
| 164   | 175   | 155   | 129   | 116   | 84    | 87    |

График промене броја становника у току последњих година